# Fammi sentire la voce
(Alcuni versi della canzone)
Fammi sentire la voce è un brano musicale di Fabrizio Moro, pubblicato nel maggio 2007 come secondo singolo estratto dall'album Pensa.
Il singolo ha avuto un moderato successo radiofonico, spinto soprattutto dalla partecipazione del cantautore al Festivalbar ed all'Heineken Jammin' Festival.
Del pezzo esiste anche una versione ufficiale Remix.